# Археолошки локалитет „Остаци манастира Св. Гргура“
Остаци манастира Св. Гргура представљају археолошки локалитет који се налази у насељу Гргуревци, општина Сремска Митровица. Проглашени су за непокретно културно добро, а њима руководи Завод за заштиту споменика културе Сремска Митровица.

## Опште информације
У централном делу насеља Гргуревци налази се подземна грађевина са сводом, правоугаоне основе, оријентације север-југ. Објекат је саграђен од правилно клесаних тесаника. Северни и јужни зид имају по једну нишу са профилисаним луком. Испод врата са надвратником, на северном зиду поред нише, пронађен је праг.
Под просторије углавном је очуван, а састоји се од набоја преко кога су биле постављене дрвене даске. На своду је отвор за вентилацију. Од покретних налаза, сем керамике која припада турском периоду, пронађене су животињске кости и предмети од гвожђа (клинови и потковице).
Северни и источни део грађевине нису испитани. Народно предање везује име места за Гргура. Археолошка ископавања и превентивна заштита извршени су током 1978. и 1980.